# Oosters korthaar

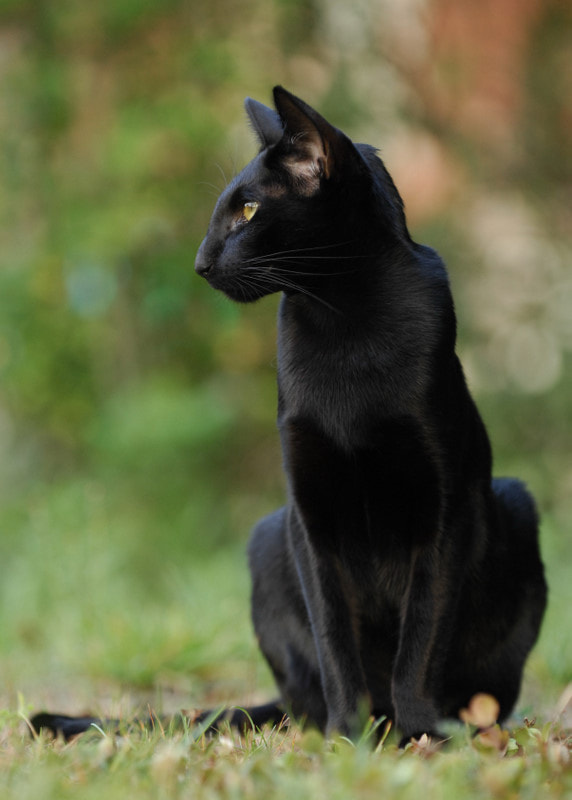
Ebony (zwart) kater

De Oosters korthaar is een kattenras.
Het is dezelfde soort kat als de siamees, met als enige verschil dat het niet het partiële albinisme gen toont dat de pigmentatie gevoelig maakt voor temperatuur en kleurverdeling concentreert op de extremiteiten van het lichaam. Vandaar dat de Oosters korthaar een vacht heeft waarvan de kleurslag en het patroon wel compleet verdeeld is over het lichaam.
Het ras is in de jaren vijftig ontstaan toen fokkers van Siamezen deze kruisten met slanke huiskatten om zo een variëteit te verkrijgen die totaal gekleurd was. Het kent alle mogelijke kleurslagen en patronen en de fokpraktijk en tentoonstellingsindeling is gezamenlijk in een rasgroep voor Siamees en oosters. Er bestaat ook een langharige variëteit, de Oosters langhaar, analoog aan de Balinees, de Siamees met lang haar. Het karakter en uiterlijk komt overeen met dat van het moederras, de Siamees.

## Omschrijving

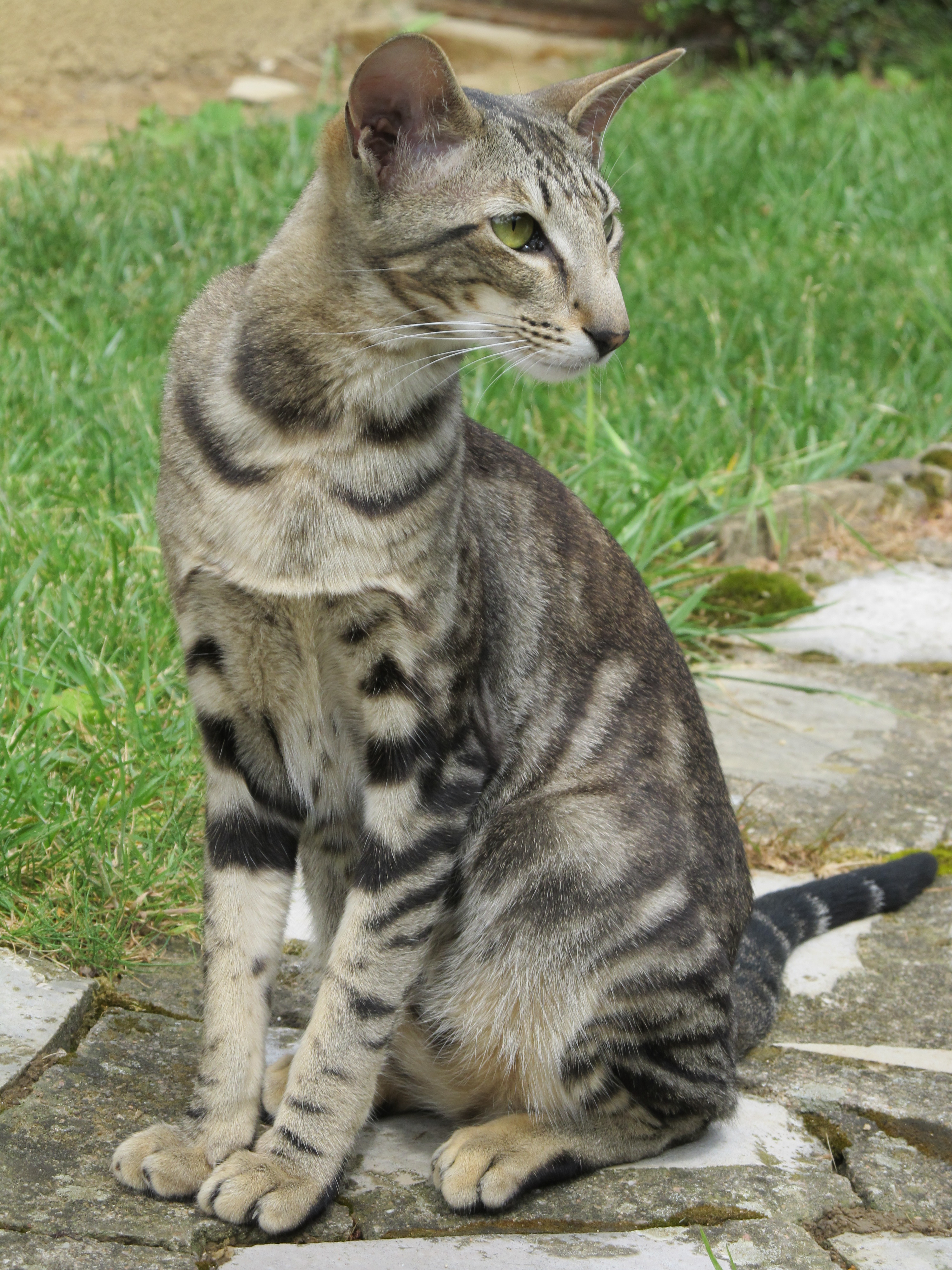
Zwart klassiek cyperse kater

De Oosters korthaar heeft een slank gespierd lijf, lange ledematen met kleine, ovale voeten en een lange dunne staart. De kop is wigvormig met een rechtlijnig profiel. De oren zijn groot en puntig met een brede basis. De ogen zijn amandelvormig en staan wijd uit elkaar. Ze zijn schuin geplaatst, maar liggen niet diep. Het derde ooglid mag niet meer dan de uiterste ooghoeken bedekken. De oogkleur is groen met uitzondering van de 'Foreign White', die kleurslag heeft diepblauwe ogen. De vacht is kortharig en glad aanliggend. Het zijn middelgrote katten met een gewicht tussen 4 en 6,5 kg.

## Kleuren
Ebony (zwart), havana brown (chocolade), blauw, lavendel (lila), kaneel, reebruin, rood, crème, karamel, abrikoos. Al deze kleuren komen voor in effen kleur, maar ook cyper of schildpad. Verder komen al deze kleuren ook voor in bi-color en parti-color. De oosters korthaar kan in ontelbaar veel kleuren en patronen gefokt worden. Alle bovengenoemde kleuren en patronen kunnen een rookkleur/zilver ondergrond hebben.

## Karakter

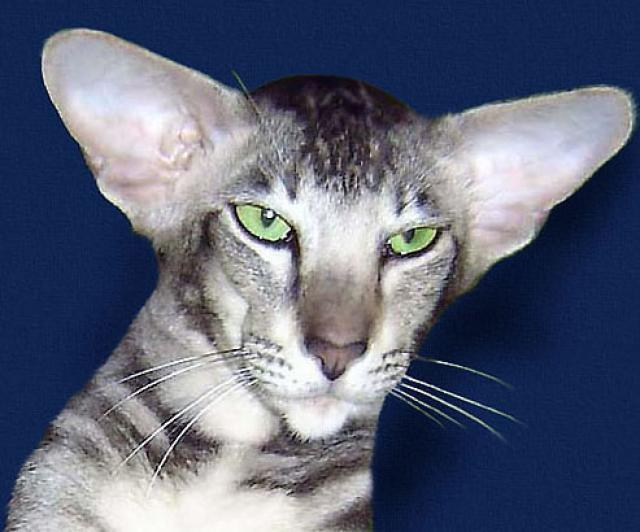
Kopstudie van typische wigvorm

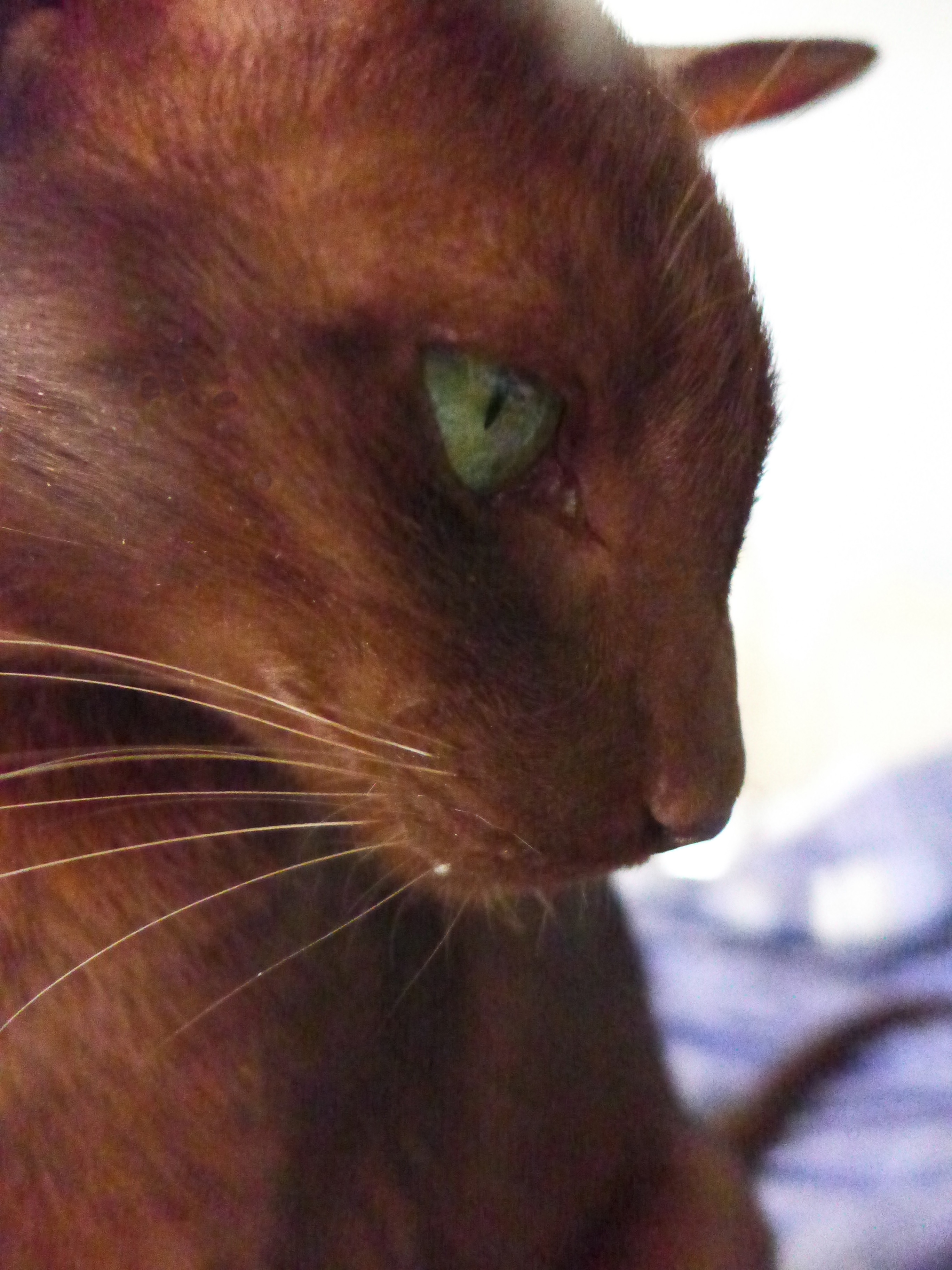
Kopstudie van profiel van een Havana Brown (effen-chocolade)

Net zoals de Siamees is de 'oosters korthaar' erg actief, extravert, fier en gevoelig. Ze kunnen goed opschieten met andere huisgenoten. Ze zijn aanhankelijk en worden graag geaaid en geknuffeld. Ze zijn nieuwsgierig en erg speels en blijven dit tot op hoge leeftijd. Het is een babbelzieke kat die roept om aandacht. Ze zijn erg sociaal, de oosters korthaar kan er niet tegen om alleen te zijn.

## Verzorging
De vachtverzorging van de oosters korthaar katten is heel eenvoudig. De katten houden zichzelf over het algemeen schoon, enkel in de ruiperiode kunnen ze daar hulp bij gebruiken, zodat er minder haren in huis achterblijven. Af en toe eens kammen in de ruiperiode is het enige dat ze nodig hebben. De meeste katten vinden de vachtverzorging prettig.